# James Quincey

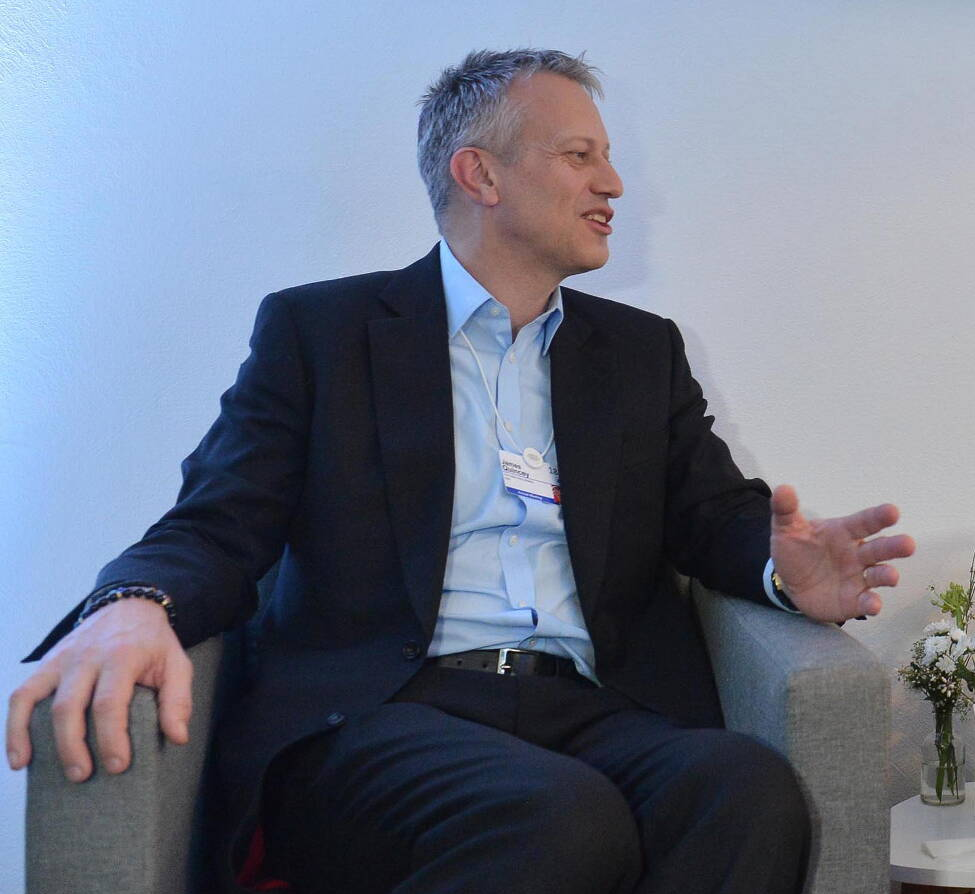
James Quincey (2018)

James Quincey (* 8. Januar 1965 in London) ist ein britischer Geschäftsmann in den Vereinigten Staaten. Nach einer Karriere als Unternehmensberater wechselte er 1996 zu Coca-Cola, wo er zunächst zum Chief Operating Officer (COO) ernannt und 2019 als Chief Executive Officer (CEO) berufen sowie zum Chairman of the Board gewählt wurde.

## Leben
James Quincey wurde in London als Sohn eines Dozenten für Biochemie geboren und lebte zwei Jahre in Hanover, New Hampshire, wo sein Vater am Dartmouth College lehrte. Nachdem die Familie nach Birmingham zurückgekehrt war, besuchte er dort die King Edward School und schloss an der University of Liverpool als Bachelor in elektronischen Ingenieurwissenschaften ab. Er spricht fließend Spanisch.

## Beruf
Quincey war zunächst als Unternehmensberater und Partner für die Kalchas Group tätig, einem Spin-off von Bain und McKinsey. 1996 kam er als Direktor der Fortbildungsabteilung der Lateinamerika Gesellschaft zu Coca-Cola, wo er 2003 die Abteilung für Süd-Lateinamerika übernahm. Zwei Jahre später wurde er zum Abteilungsleiter für Mexico ernannt, wo er gemeinsam mit der Fomento Económico Mexicano die Übernahme des Fruchtsaftherstellers Jugos del Valle betrieb. Ab 2008 leitete er die Abteilung für Nordwesteuropa und die Nordischen Länder und ab 2013 die gesamte Europa-Gruppe. In dieser Zeit setzte er sich für die Beteiligung und spätere Übernahme von Innocent drinks ein und beförderte die Einführung kleinerer Verkaufseinheiten.
Im August 2015 berief ihn Coca-Cola zum COO und im folgenden Jahr zum Präsidenten. In dieser Funktion ließ er einen Plan zur Aufteilung der Marken in fünf Cluster erstellen, wechselte das gesamte Management der Gesellschaft aus und erneuerte die hierarchische Organisation.
Im Dezember 2016 wurde Quincey zum CEO berufen und löste im Mai des folgenden Jahres Muhtar Kent auf diesem Posten ab. Als eine der ersten Maßnahmen kündigte er den Abbau von 1200 Stellen im Unternehmen an, die Teil seines Plans zu mehr Investitionen in neue Produkte und das Marketing war und dadurch zum Anwachsen des Umsatzes führen und den Unternehmensgewinn von vier auf sechs Prozent steigern sollte. Diese Ziele musste er jüngst revidieren.
In früheren Interviews hatte er angegeben, die Unternehmenskultur der übervorsichtigen Bewertung von Unternehmensrisiken aufzugeben und die Geschäftstätigkeit weiter durch Aufstockung der Investitionen in Start-up-Unternehmen zu diversifizieren. Zugleich setzte er einen Plan in Kraft, bis 2030 für jede verkaufte Flasche eine zu recyclen.
Quincey ist stellvertretender Vorsitzender des Board of Directors des Consumer Goods Forum sowie Gründungsmitglied des New York Stock Exchange Board Advisory Council. Seit 2020 ist er auch Mitglied des Board of Directors von Pfizer.

## Persönliches
Quincey und seine Frau Jacqui haben zwei Kinder und leben in Atlanta, Georgia.